# Northfield (Vermont)
Northfield ist eine Town im Washington County des Bundesstaates Vermont in den Vereinigten Staaten mit 5917 Einwohnern (laut Volkszählung von 2020).

## Geografie

### Geografische Lage
Die Gemeinde liegt im Zentrum Vermonts in den Green Mountains im Tal des Dog River, etwa 14 km Luftlinie nordwestlich von Vermonts Hauptstadt Montpelier. Auf dem Gebiet der Gemeinde sind weder besondere Wasserläufe, Seen oder Berge zu verzeichnen. Über den nordwärts fließenden Dog Rivers einem Zufluss des Winooski Rivers befinden sich mehrere Covered Bridges, die ins National Register of Historic Places aufgenommen wurden.

### Nachbargemeinden
Alle Angaben als Luftlinien zwischen den offiziellen Koordinaten der Orte aus der Volkszählung 2010.
- Norden: Berlin, 9,3 km
- Nordosten: Barre, 24,1 km
- Osten: Williamstown, 16,7 km
- Südosten: Brookfield, 12,3 km
- Süden: Roxbury, 5,1 km
- Südwesten: Warren, 20,4 km
- Westen: Waitsfield, 11,5 km
- Nordwesten: Moretown, 3,4 km

### Stadtgliederung
1855 bekam das Village Northfield eigenständige Rechte. Die Verwaltungen der Town und des Villages wurden 2014 zusammengelegt und werden seit dem gemeinsam geführt.

### Klima
|                       | Jan   | Feb   | Mär  | Apr  | Mai  | Jun  | Jul  | Aug  | Sep  | Okt  | Nov  | Dez   |   |      |
| Mittl. Tagesmax. (°C) | −2    | −0,9  | 4,0  | 11,3 | 18,8 | 24,0 | 26,3 | 25,1 | 21,1 | 14,7 | 6,9  | −0,4  | ⌀ | 12,5 |
| Mittl. Tagesmin. (°C) | −14,6 | −13,8 | −7,9 | −1,4 | 4,4  | 9,8  | 12,3 | 10,9 | 7,1  | 1,4  | −3,3 | −11,1 | ⌀ | −0,5 |
|                       |       |       |      |      |      |      |      |      |      |      |      |       |   |      |
| Niederschlag (mm)     | 62    | 57    | 68   | 72   | 83   | 94   | 100  | 86   | 80   | 81   | 82   | 80    | Σ | 945  |
|                       |       |       |      |      |      |      |      |      |      |      |      |       |   |      |
| Regentage (d)         | 12    | 9     | 11   | 11   | 12   | 12   | 12   | 11   | 10   | 11   | 12   | 12    | Σ | 135  |

| −14,6 |

| −13,8 |

| −7,9 |

| −1,4 |

| 4,4 |

| 9,8 |

| 12,3 |

| 10,9 |

| 7,1 |

| 1,4 |

| −3,3 |

| −11,1 |

| −14,6 |

| −13,8 |

| −7,9 |

| −1,4 |

| 4,4 |

| 9,8 |

| 12,3 |

| 10,9 |

| 7,1 |

| 1,4 |

| −3,3 |

| −11,1 |

Die mittlere Durchschnittstemperatur in Northfield liegt zwischen −8,4 °C im Januar und 19,3 °C im Juli. Damit liegt der Ort im langjährigen Mittel Vermonts. Die Schneefälle zwischen Oktober und Mai liegen mit bis zu sechs Metern etwa doppelt so hoch wie die mittlere Schneehöhe in den USA, die tägliche Sonnenscheindauer liegt am unteren Rand des Wertespektrums der USA, zwischen September und Dezember sogar deutlich darunter.

## Geschichte
Northfield wurde am 6. November 1780 zur Besiedlung ausgerufen; die erste dauerhafte Ansiedlung wurde im Mai 1785 verwirklicht; die town wurde bereits neun Jahre später, 1794, als politisch selbständige Gemeinde gegründet.
Am 7. November 1822 wurde der östliche Teil von Waitsfield der town Northfield zugeschlagen. Die damit festgelegten Grenzen der town sind seither unverändert.
Am 10. Oktober 1848 eröffnete die Bahnstrecke Windsor–Burlington ihren ersten Bahnhof im Ort. Aufgrund der zentralen Lage entstand hier das erste Central Vermont Rail Depot, das betriebliche und verwaltungstechnische Zentrum der Central Vermont Railway. Der erste Bau brannte bereits 1851 nieder und wurde bis 1852 durch ein neues Gebäude ersetzt, das bis 1860 der Hauptsitz der Central Vermont Railroad blieb. Dann zog der Verwaltungssitz nach St. Albans um. Der Bahnverkehr wurde in den 1970er Jahren eingestellt. Der Gebäudekomplex besteht jedoch noch heute und gilt als der älteste existierende Bahnhof Vermonts. Er gehört heute der Canadian National Railway.
Seit 1866 ist Northfield der Sitz der Norwich University, einer privaten Militärhochschule, an der zum ersten Mal in den USA das Prinzip einer umfassenden humanistischen Bildung für Offiziere umgesetzt wurde, das sich seither in der Offiziersausbildung durchgesetzt hat. Die Norfolk University, die entgegen ihrem Namen ein College ist, stellt inzwischen den größten Arbeitgeber der town dar.
Bis zum 1. Juli 2014 existierte innerhalb der Town auch Northfield Village als verwaltungstechnisch eigenständige Gemeinde, wurde aber zum genannten Termin in die Verwaltung der Town übernommen.

### Religionen
In Northfield sind eine Vielzahl religiöser Gemeinden ansässig: Eine baptistische (die Good News Baptist Church), eine episkopale (St. Mary), eine römisch-katholische Kirche (St. John the Evangelist), eine Gemeinde der United Church of Christ, zwei methodistische und zwei nondenominationale Gemeinden.

### Einwohnerentwicklung
| Volkszählungsergebnisse – Town of Northfield, Vermont | Volkszählungsergebnisse – Town of Northfield, Vermont | Volkszählungsergebnisse – Town of Northfield, Vermont | Volkszählungsergebnisse – Town of Northfield, Vermont | Volkszählungsergebnisse – Town of Northfield, Vermont | Volkszählungsergebnisse – Town of Northfield, Vermont | Volkszählungsergebnisse – Town of Northfield, Vermont | Volkszählungsergebnisse – Town of Northfield, Vermont | Volkszählungsergebnisse – Town of Northfield, Vermont | Volkszählungsergebnisse – Town of Northfield, Vermont | Volkszählungsergebnisse – Town of Northfield, Vermont |
| Jahr                                                  | 1700                                                  | 1710                                                  | 1720                                                  | 1730                                                  | 1740                                                  | 1750                                                  | 1760                                                  | 1770                                                  | 1780                                                  | 1790                                                  |
| ----------------------------------------------------- | ----------------------------------------------------- | ----------------------------------------------------- | ----------------------------------------------------- | ----------------------------------------------------- | ----------------------------------------------------- | ----------------------------------------------------- | ----------------------------------------------------- | ----------------------------------------------------- | ----------------------------------------------------- | ----------------------------------------------------- |
| Einwohner                                             |                                                       |                                                       |                                                       |                                                       |                                                       |                                                       |                                                       |                                                       |                                                       | 40                                                    |
| Jahr                                                  | 1800                                                  | 1810                                                  | 1820                                                  | 1830                                                  | 1840                                                  | 1850                                                  | 1860                                                  | 1870                                                  | 1880                                                  | 1890                                                  |
| Einwohner                                             | 204                                                   | 426                                                   | 690                                                   | 1412                                                  | 2013                                                  | 2922                                                  | 4392                                                  | 3410                                                  | 2836                                                  | 2628                                                  |
| Jahr                                                  | 1900                                                  | 1910                                                  | 1920                                                  | 1930                                                  | 1940                                                  | 1950                                                  | 1960                                                  | 1970                                                  | 1980                                                  | 1990                                                  |
| Einwohner                                             | 2855                                                  | 3226                                                  | 3096                                                  | 3438                                                  | 3601                                                  | 4314                                                  | 4511                                                  | 4870                                                  | 5435                                                  | 5610                                                  |
| Jahr                                                  | 2000                                                  | 2010                                                  | 2020                                                  | 2030                                                  | 2040                                                  | 2050                                                  | 2060                                                  | 2070                                                  | 2080                                                  | 2090                                                  |
| Einwohner                                             | 5791                                                  | 6207                                                  | 5918                                                  |                                                       |                                                       |                                                       |                                                       |                                                       |                                                       |                                                       |

## Wirtschaft und Infrastruktur

### Verkehr
Northfield wird insbesondere durch de Vermont State Route 12 mit Montpelier im Norden und Hartford im Süden verbunden. Im Westen führt zudem der Interstate 89 an der Town vorbei. Ein Eisenbahnanschluss besteht seit der Schließung der Station Northfield nicht mehr; Güterverkehr ist aber ab Montpelier möglich.

### Öffentliche Einrichtungen
Neben den üblichen städtischen Einrichtungen, den Schulen und der Bibliothek verfügt Northfield über keine öffentlichen Einrichtungen. Das nächstgelegene Krankenhaus ist das Central Vermont Medical Center in Berlin.

### Bildung
Northfield gehört mit Roxbury zur Washington South Supervisory Union.
In Northfield ist sowohl eine Grundschule für die Klassen 1 bis 6, die Northfield Elementary School als auch eine Mittelschule, die Northfield Middle/High School, die die Klassen 6–10 anbietet. Zusätzlich ist im Ort das private Militär-College Norwich University ansässig.

## Persönlichkeiten

### Söhne und Töchter der Stadt
- Charles Albert Plumley (1875–1964), Politiker und Vertreter Vermonts im Repräsentantenhaus
- George Nichols (1827–1912), Arzt und Politiker, der Vermont Secretary of State war
- Jay Hayden (* 1987), Schauspieler

### Persönlichkeiten, die vor Ort gewirkt haben
- Charles Paine (1799–1853), Politiker und Gouverneur des Bundesstaates Vermont; war in Northfield Stadtrat
- Henry M. Bates (1808–1865), anfangs Kassierer der Northfield Bank, später Mitglied des Senats von Vermont und State Treasurer von Vermont; verstarb in Northfield
- Charles Herbert Joyce (1830–1916), Politiker und Abgeordneter im US-Repräsentantenhaus; war in Northfield Rechtsanwalt
- John P. Connarn (1918–2002), Politiker, Richter und Vermont Attorney General, der in Northfield lebte und das Margaret Holland Inn betrieb

Für eine Liste bekannter Absolventen der Norwich University siehe dort.